# Yaqin Hamad
Yaqin Hamad (àrab: يقين حماد, Yaqīn Ḥammād) (2013 - Deir al-Balah, 23 de maig de 2025) va ser una influenciadora i voluntària humanitària de la Franja de Gaza, morta quan tenia 11 anys en un atac aeri israelià.
Va viure la guerra entre Israel i Gaza que va començar l'octubre del 2023. Va deixar l'escola per ajudar als desplaçats. Era coneguda per publicar missatges a les xarxes socials que donaven esperança als infants palestins. Donava consells per sobreviure als bombardejos i cuinar sense gas, per exemple. Sovint acompanyava el seu germà, Mohamed Hamad, a repartir ajuda humanitària com menjar, roba i juguets a les famílies desplaçades. Col·laborava amb l'entitat humanitàira Ouena Collective. Va morir a conseqüència d'un atac aeri israelià a la zona de Al-Baraka, a Deir al-Balah, al centre de la Franja de Gaza. En el moment de la seva mort, amb 11 anys, era una de les influenciadores de la Franja més populars. Durant la mateixa sèrie d'atacs van morir altres nens, com nou dels deu fills d'una pediatra. El 28 de maig del 2025 The Guardian li va dedicar la portada.